# Viktor Zjdanovitj
Viktor Zjdanovitj, född 27 januari 1938 i Leningrad, är en före detta sovjetisk fäktare.
Zjdanovitj blev olympisk guldmedaljör i florett vid sommarspelen 1960 i Rom.